# Класифікація нафт за вмістом сірки, парафіну і смол
Класифіка́ція на́фт за вмі́стом сі́рки, парафі́ну і смол (рос. классификация нефтей по содержанию серы, парафина и смол; нім. Erdölklassifikation f nach dem Schwefel-, Paraffin-, Harzgehalt m) — розподіляють нафти за кількістю сірки на три класи:
- малосірчисті (за вмісту сірки не більше 0,5 %),
- сірчисті (0,5-2,0 %) і
- високо сірчисті (за вмісту сірки понад 2 %).

За вмістом смоли на підкласи:
- малосмолисті (вміст смол нижче 18 %),
- смолисті (від 18 до 35 %) і
- високо смолисті (вище 35 %).

За вмістом парафіну на:
- малопарафінисті (за вмісту парафіну менше 1,5 % по масі),
- парафінисті (за вмісту його від 1,5 до 6,0 %) і
- високопарафінисті (понад 6 % парафіну).